# Jean-Pierre Hugon
Pour les articles homonymes, voir Hugon.
Jean-Pierre Hugon est un footballeur français né le 1er mai 1946 à Toulon. Il évoluait au poste de défenseur.
Il a joué en D2 à Châteauroux et à Toulon.

## Carrière
- 1966-1971 : Sporting Toulon Var  France
- 1971-1972 : LB Châteauroux  France
- 1971 : Sélectionné en équipe de France amateur et olympique Izmir/Turquie jeux méditerranéens[1]